# روبرت ماتشادو
روبرت ماتشادو (بالإنجليزية: Robert Machado؛ بالإسبانية: Robert Machado) هو لاعب كرة قاعدة فنزويلي وأمريكي، ولد في 3 يونيو 1973 في كارابوبو في فنزويلا.

## وصلات خارجية
- روبرت ماتشادو على موقعبيزبول رفرنس.كوم (الدوري الرئيسي) (الإنجليزية)
- روبرت ماتشادو على موقعبيزبول رفرنس.كوم (الدوري الثانوي) (الإنجليزية)
- روبرت ماتشادو على موقع مشجعي الرسوم البيانية (الإنجليزية)